# Paperassen, paperassen
Paperassen, paperassen is een hoorspel van Roger Manderscheid, “opgedragen aan de arbeiders”. Papiertiger werd op 20 februari 1971 door de Westdeutscher Rundfunk uitgezonden. Elisabeth Augustin vertaalde het en de NCRV zond het uit op  maandag 14 oktober 1972. De regisseur was Ab van Eyk. Het hoorspel duurde 36 minuten.

## Rolbezetting
- Ingeborg Uyt den Boogaard, Corry van der Linden, Tom van Beek, Jan Borkus, Fred Emmer, Ad Noyons (spreekstemmen)
- Donald de Marcas (megafoonstem)
- Martijn Fontaine (kinderstem)
- Piet Ekel (Mickey Mouse-stem)

## Inhoud
In dit hoorspel maakt de auteur duidelijk wat er werkelijk aan de hand is met het beeld van het radertje in de machine, dat vele generaties als zinnebeeld van een vervuld leven voorgehouden werd. Het betekent niets anders, dan dat de mens tot een vervangbaar machine-onderdeel wordt gereduceerd. Vier mannelijke en twee vrouwelijke stemmen vertegenwoordigen de vervangbare figuren in de arbeidswereld. Een megafoonstem geeft de reeds lang verinnerlijkte bevelen. Passages uit het arbeidsrecht worden door een Mickey Mouse-stem afgerateld, en een kinderstem brengt laconische interjecties. In de hier beschreven monotone machinerie van alledag zijn zij de mechanische delen…